# Wheeler (Wisconsin)
Wheeler é uma vila localizada no estado norte-americano de Wisconsin, no Condado de Dunn.

## Demografia
Segundo o censo norte-americano de 2000, a sua população era de 317 habitantes.
Em 2006, foi estimada uma população de 311, um decréscimo de 6 (-1.9%).

## Geografia
De acordo com o United States Census Bureau tem uma área de
2,1 km², dos quais 2,1 km² cobertos por terra e 0,0 km² cobertos por água. Wheeler localiza-se a aproximadamente 291 m acima do nível do mar.

## Localidades na vizinhança
O diagrama seguinte representa as localidades num raio de 20 km ao redor de Wheeler.